# Theorie des Zweitbesten
Die Theorie des Zweitbesten (auch Theorie des Second-Best oder Bestmöglichen) beschäftigt sich im Rahmen der Wohlfahrtsökonomik mit der Möglichkeit, unter Bedingungen von Marktversagen noch die effiziente Ressourcenallokation zu optimieren. Der Begriff geht auf James Meade zurück. Nach Lipsey und Lancaster (1956) besagt „die allgemeine Theorie des Zweitbesten …, dass wenn eine der Bedingungen für Pareto-Optimalität nicht möglich ist, eine zweitbeste Lösung nur erreicht werden kann, wenn von allen anderen Bedingungen abgewichen wird.“ Dadurch wurde die aus der Theorie effizienter Allokation ableitbare Forderung in Frage gestellt, dass in allen Wirtschaftszweigen Wettbewerb hergestellt werden solle.
Das Second-Best-Kriterium geht daher davon aus, dass die Erfüllung einer möglichst großen Anzahl an Effizienzbedingungen nicht zweckmäßig sein muss, sofern bereits unveränderliche Verzerrungen vorliegen. Stattdessen kann sich der Wohlfahrtsverlust für die Gesellschaft minimieren lassen, indem der Staat andere Effizienzbedingungen in geeigneter Weise verzerrt.
Es kommt aber im Weiteren auf die vorliegenden Formen des Marktversagens, ihre entsprechenden Ausprägungen und weitere Markteigenschaften an. So kann auch ein Eingreifen des Staates bei zwei gleichzeitig auftretenden und sich verstärkenden Formen von Marktversagen sinnvoll sein. Wenn sich dagegen zwei Arten des Marktversagens ausgleichen, könnte ein Eingreifen des Staates zur Herstellung marktförmiger Bedingungen der Effizienz abträglich sein. In vielen Fällen lässt sich Pareto-Effizienz nicht einmal annäherungsweise erreichen. Wettbewerbspolitik sollte daher neben Gründen der Pareto-Effizienz auch Aspekte der Gerechtigkeit und Demokratie berücksichtigen.

## Theorie des Drittbesten
Der Ökonom Yew-Kwang Ng (2017) argumentiert, dass wir in einer drittbesten Welt leben in der administrative und informationelle Beschränkungen dazu führen, dass es in der Praxis nicht möglich ist die Lösungen der Theorie des Zweitbesten herauszufinden und zu implementieren. Ng zeigt, dass die optimale Strategie in einer drittbesten Welt darin besteht möglichst viele Regeln der erstbesten Welt zu erfüllen, da dies den Erwartungsnutzen maximiert. Ng (2020) analysiert die praktischen Implikationen seiner Theorie des Drittbesten für effektiven Altruismus, dem Versuch das Leben möglichst vieler empfindungsfähiger Wesen möglichst umfassend zu verbessern.